# Varà cuallarg de Bennett
El varà cuallarg de Bennett (Varanus bennetti) és una espècie de llangardaix de la família dels varànids. Es troba a la República de Palau, els Estats Federats de Micronèsia i les illes Mariannes Septentrionals.

## Etimologia
L'epítet específic, bennetti, és en honor al desaparegut biòleg Dr. Daniel Bennett i al seu compromís de tota la vida amb l'estudi i la conservació dels llangardaixos.

## Taxonomia
Antigament, juntament amb el varà de Mariana (V. tsukamotoi), es considerava que tenia coespecificitat amb el varà de manglar (V. indicus).

## Descripció
És un rèptil de grans dimensions, un exemplar adult mesura aproximadament 1 metre de longitud des del cap a la cloaca. Si se li suma la cua arriba al metre i mig. És prim amb un cap allargat, el seu pes no sol superar els 3 Kg.
Els varans de Palau són generalment de naturalesa més terrestre i es refugien en hàbitats terrestres, i a Ngeaur són més abundants a l'interior de pedra calcària rocosa de l'illa. Això contrasta amb aquesta espècie, que es refugia als arbres i són més comuns als hàbitats costaners. La seva dieta consisteix principalment en rata de la Polinèsia, insectes i sargantanes més petites.

## Hàbitat

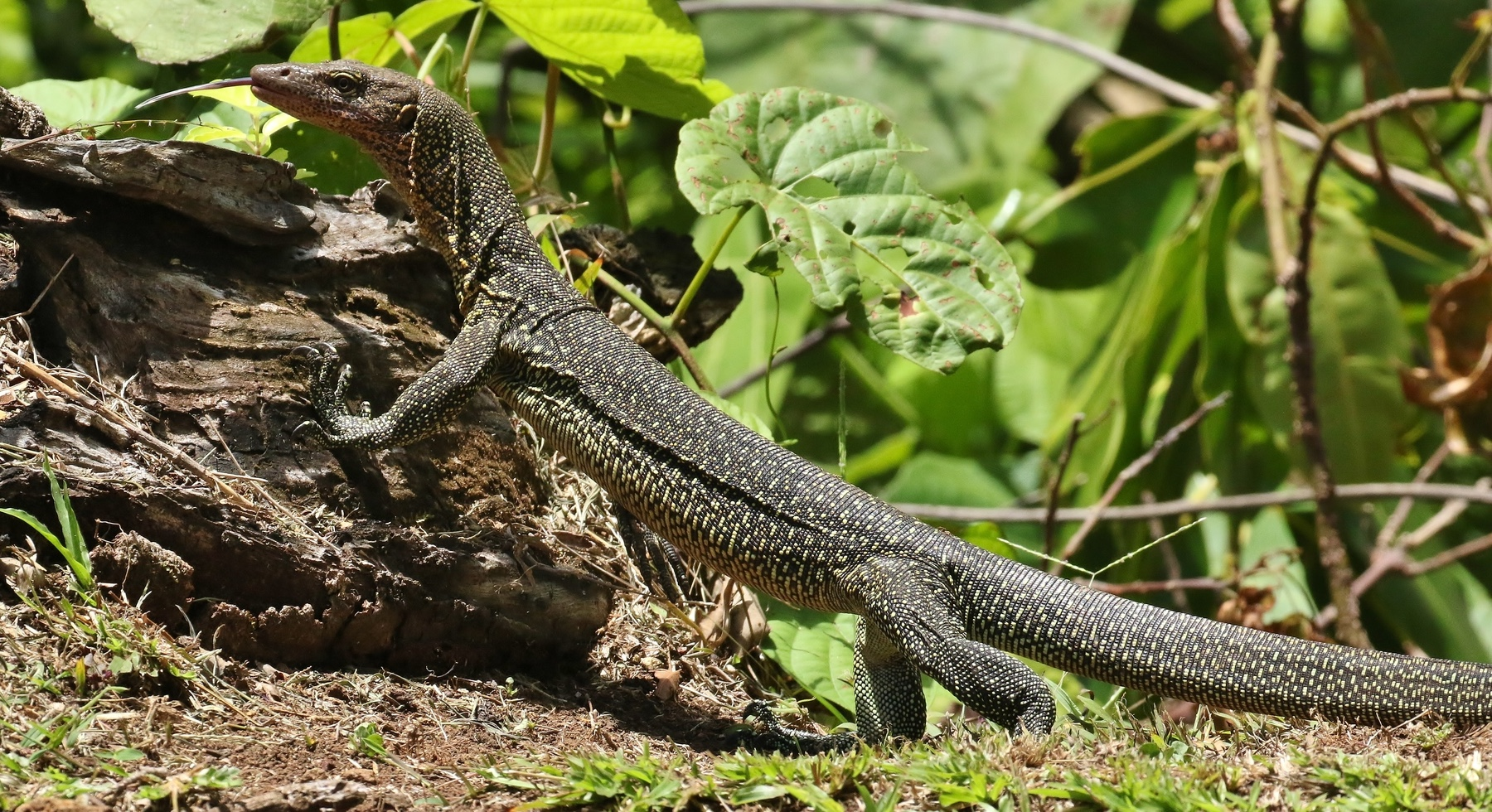
Exemplar de varà cuallarg de Bennett a Ngarchelong, Palau

Habita a les illes Koror, Ngeaur i Ngcheangel a Palau i a les illes Yap i Losiap dels Estats Federats de Micronèsia. També es coneix una població disjunta de Sarigan de les illes Mariannes Septentrionals.
A causa de la llunyania dels seus hàbitats, antigament es va suggerir que les poblacions d'aquest varà eren en realitat poblacions de varans de manglar introduïdes pels micronesis nadius o pels imperis colonials alemany o japonès. Tanmateix, els fòssils, les proves lingüístiques i els registres literaris indiquen que hi van estar presents a les illes durant molt més temps del que s'esperava i, per tant, probablement representaven una espècie endèmica de la regió, cosa que també ha afirmat la seqüenciació de l'ADN. No obstant això, la població d'Ulithi pot originar-se a partir d'una introducció recent.
La població de Sarigan està extremadament aïllada de les altres poblacions, i els varans de totes les illes veïnes són de Mariana. Això ha plantejat la qüestió de si els humans el van transportar a Sarigan. No obstant això, és molt poc probable i tot indica que l'espècie va arribar naturalment a aquesta zona.

## Relació amb l'home
Pel fet que antigament es considerava una població introduïda, hi ha hagut molts intents de controlar o eliminar poblacions. Els gripaus gegants es van introduir a Kayangel per tal reduir la depredació de sargantanes sobre el bestiar, i la desaparició dels monitors dels manglars va provocar un augment del nombre d'escarabats coneguts per ser nocius per als cocos. Actualment es considera com una espècie autòctona i s'ha de conservar.